# MAGIX
MAGIX (англ. MAGI family member, X-linked) – білок, який кодується однойменним геном, розташованим у людей на короткому плечі X-хромосоми. Довжина поліпептидного ланцюга білка становить 334 амінокислот, а молекулярна маса — 35 217.
| 10         |  | 20         |  | 30         |  | 40         |  | 50         |
| ---------- |  | ---------- |  | ---------- |  | ---------- |  | ---------- |
| MEPRTGGAAN |  | PKGSRGSRGP |  | SPLAGPSARQ |  | LLARLDARPL |  | AARAAVDVAA |
| LVRRAGATLR |  | LRRKEAVSVL |  | DSADIEVTDS |  | RLPHATIVDH |  | RPQHRWLETC |
| NAPPQLIQGK |  | AHSAPKPSQA |  | SGHFSVELVR |  | GYAGFGLTLG |  | GGRDVAGDTP |
| LAVRGLLKDG |  | PAQRCGRLEV |  | GDVVLHINGE |  | STQGLTHAQA |  | VERIRAGGPQ |
| LHLVIRRPLE |  | THPGKPRGVG |  | EPRKGVVPSW |  | PDRSPDPGGP |  | EVTGSRSSST |
| SLVQHPPSRT |  | TLKKTRGSPE |  | PSPEAAADGP |  | TVSPPERRAE |  | DPNDQIPGSP |
| GPWLVPSEER |  | LSRALGVRGA |  | AQFAQEMAAG |  | RRRH       |  |            |

A: Аланін

C: Цистеїн

D: Аспарагінова кислота

E: Глутамінова кислота

F: Фенілаланін

G: Гліцин

H: Гістидин

I: Ізолейцин

K: Лізин

L: Лейцин

M: Метіонін

N: Аспарагін

P: Пролін

Q: Глутамін

R: Аргінін

S: Серин

T: Треонін

V: Валін

W: Триптофан

Кодований геном білок за функцією належить до фосфопротеїнів. 
Задіяний у такому біологічному процесі, як альтернативний сплайсинг. 